# Zofia Kleczkowska
Zofia Kleczkowska (ur. 11 marca 1898 w Kamionce Strumiłowej, zm. 1936) – polska uczestniczka walk o Lwów 1918–1919, żołnierz Ochotniczej Legii Kobiet, uczestniczka wojny polsko-bolszewickiej, podporucznik Wojska Polskiego, nauczycielka.

## Życiorys
Była córką Karola Kleczkowskiego i Heleny z d. Peterseim. Przed wybuchem wojny polsko-ukraińskiej rozpoczęła studia pedagogiczne we Lwowie. 21 grudnia 1918 wstąpiła do Wojska Polskiego. W trakcie obrony Lwowa zimą i wiosną 1919 pełniła służbę wartowniczą przy Naczelnej Komendzie Wojska Polskiego we Lwowie, a także przy zbrojowni 4. Pułku Artylerii Ciężkiej na Wysokim Zamku. 30 maja lub 1 czerwca 1919 przeniesiono ją do III baterii por. Stefana Chrzanowskiego z 5. Pułku Artylerii Polowej. W jej składzie wzięła udział w polskiej ofensywie nad Zbrucz, w walkach pod Pomorzanami oraz o Tarnopol. Po osiągnięciu linii rzeki Zbrucz na rozkaz Ministerstwa Spraw Wojskowych wraz z innymi kobietami została wycofana z linii frontu. Nie zamierzała jednak wracać do Ochotniczej Legii Kobiet, w związku z tym wzięła urlop od 30 lipca do 15 września 1919 by jako ochotniczka móc walczyć w 4. szwadronie 5. Pułku Ułanów. 1 września otrzymała odroczenie służby wojskowej na 12 miesięcy w celu kontynuowania studiów. Wróciła do Ochotniczej Legii Kobiet, zasiliła szeregi batalionu lwowskiego. 3 maja 1920 została przydzielona do 5. DP, w której zajmowała się sprawami gospodarczymi, zaś w czerwcu została dowódcą urzędu gospodarczego dywizji. 
Podczas wojny polsko-bolszewickiej od 8 lipca 1920 służyła jako ochotniczka w 4. Wołyńskim Dywizjonie 1. Pułku Strzelców Konnych pod rozkazami mjr. Feliksa Jaworskiego. 13 lipca została awansowana na kaprala. 17 lipca wzięła ponownie urlop w celu kontynuowania studiów. Od jesieni 1920 do 18 lutego 1921 służyła w lwowskiej Ochotniczej Legii Kobiet, po czym kontynuowała karierę wojskową: 22 marca ukończyła kurs dowódców kompanii przy 40. Pułku Piechoty, zaś 28 sierpnia 1921 wstąpiła do Szkoły Podchorążych Piechoty w Warszawie, którą ukończyła w lipcu 1923. 7 lipca 1922 awansowana do stopnia sierżanta, a 1 lipca 1923 do stopnia podporucznika. 17 sierpnia 1923 otrzymała przydział do 12. Pułku Piechoty. 
Po zakończeniu służby wojskowej pracowała jako nauczycielka we wsi Manasterz w powiecie przeworskim. Pozostała panną i mieszkała razem z matką. Zmarła w 1936 na białaczkę, spoczęła na cmentarzu Łyczakowskim we Lwowie.
W 1921 ppłk Aleksandra Zagórska podpisała wniosek o odznaczenie Zofii Kleczkowskiej Krzyżem Walecznych.

## Ordery i odznaczenia
- Krzyż Walecznych